# Bigos

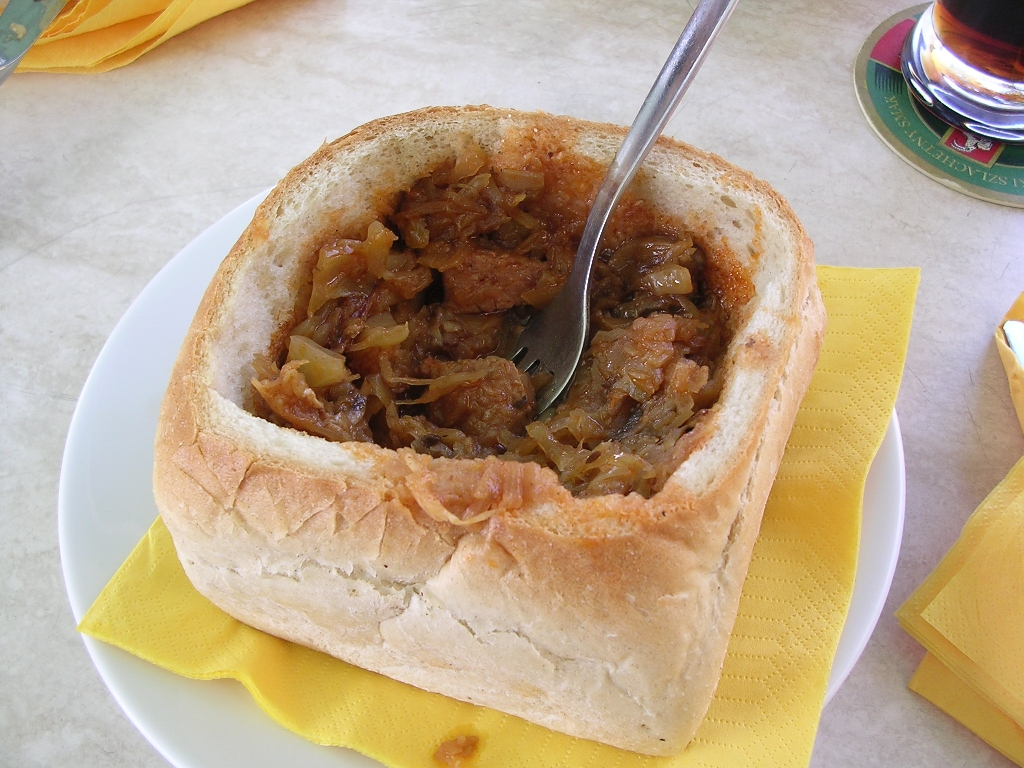
Un bigos traditionnel.

Le bigos est un ragoût au chou, traditionnel dans la cuisine polonaise. Il est considéré comme le plat national polonais, et est généralement servi le lendemain de Noël,,.
Le bigos est l'un des plus anciens « vrais » plats polonais. Il suivait la petite noblesse dans ses déplacements et certains bigos sont entrés dans la littérature. Resté très populaire, le bigos figure dans chaque réception tant soit peu élégante. On peut le savourer comme plat unique, ou comme entrée chaude.

## Composition

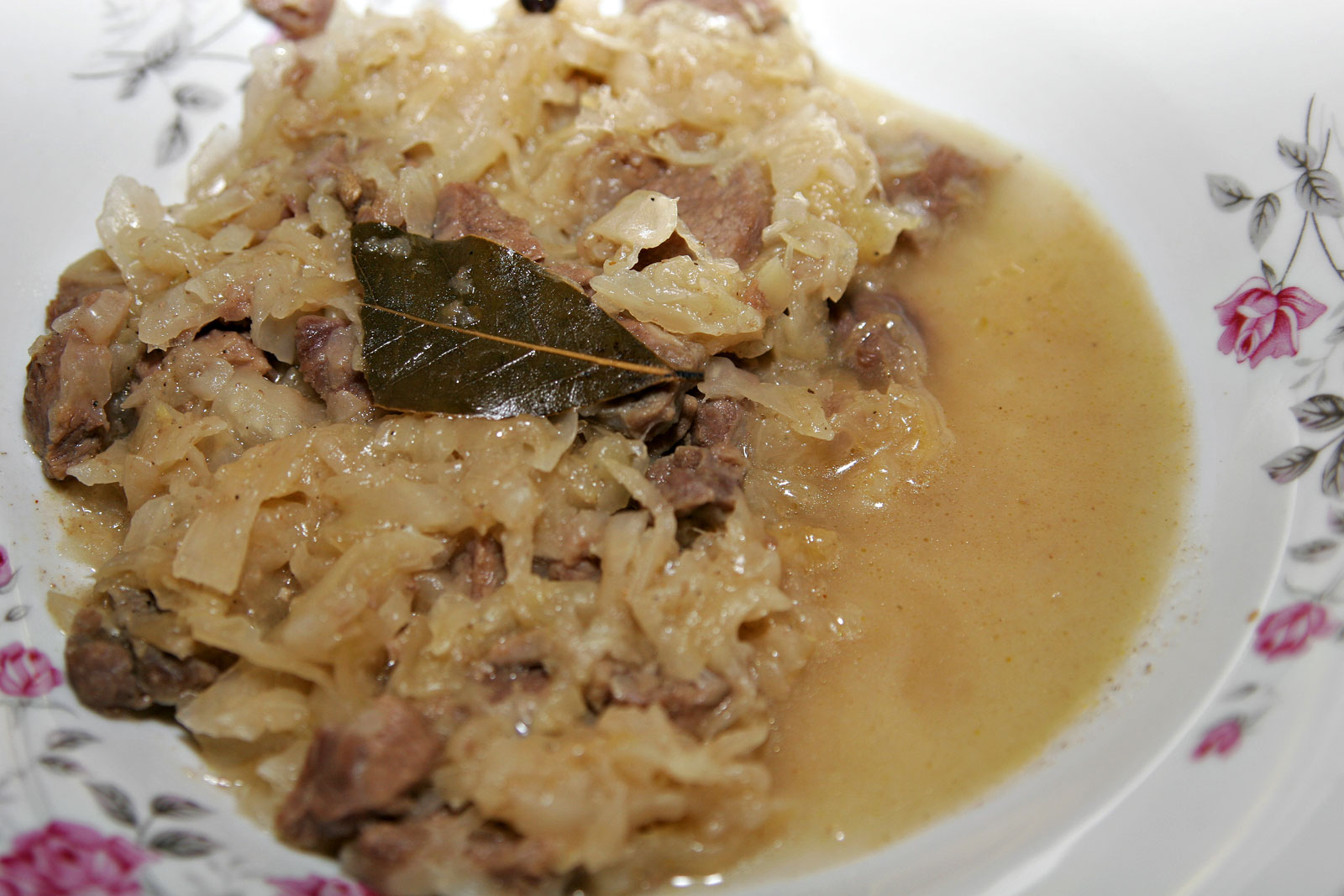
Un bigos traditionnel.

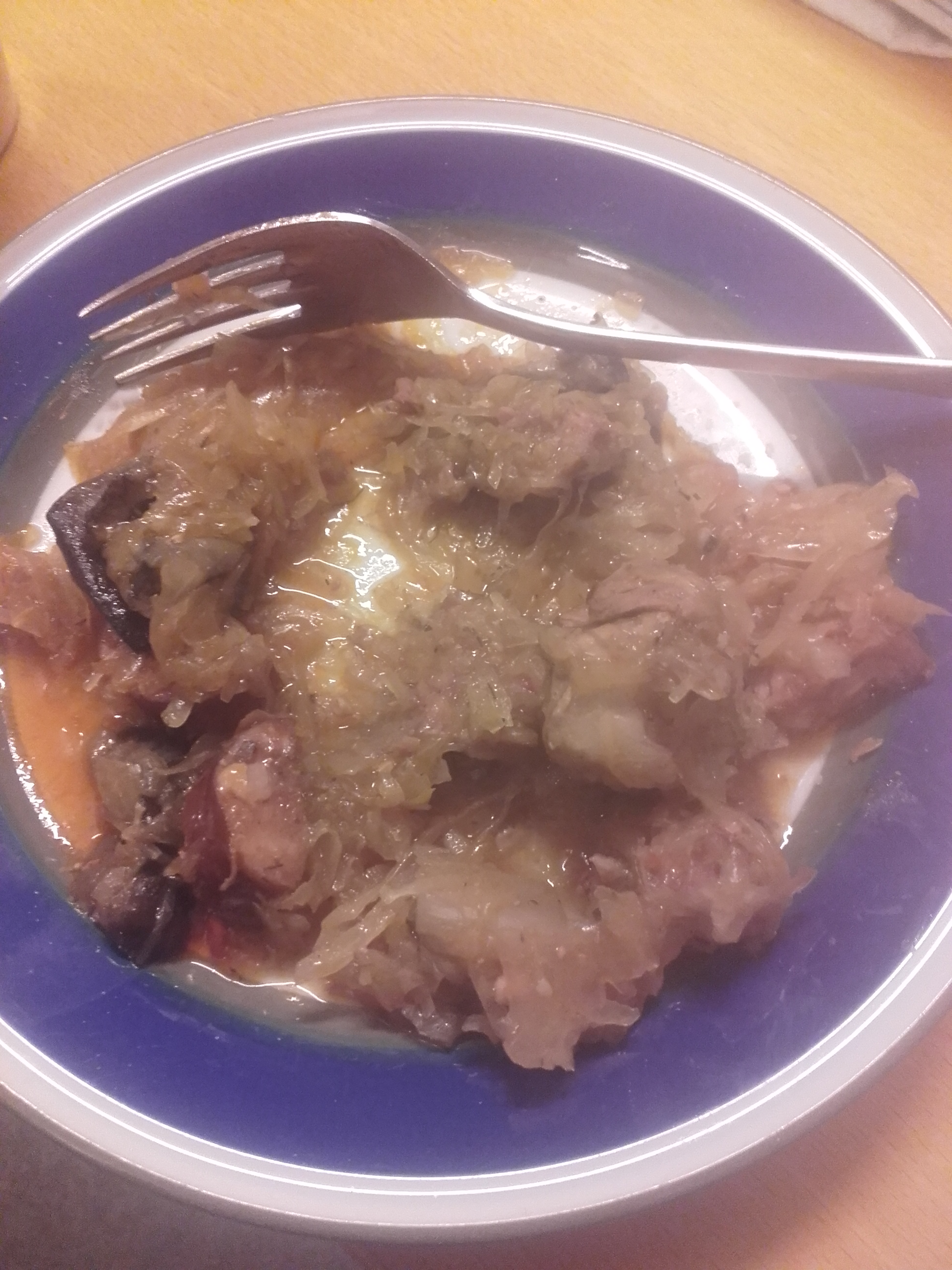
Bigos

Il n’existe pas de recette unique, celle-ci varie en fonction des régions et des traditions familiales.
La base est commune : du chou blanc fermenté, semblable à celui de la choucroute (kapusta kiszona en polonais), des morceaux de viande et de saucisses, accompagnés souvent de purée de tomates, d'oignons, de miel et de champignons. La viande peut inclure du porc fumé, du jambon, du bacon, du bœuf, du veau, des saucisses et, comme le bigos est considéré comme un ragoût de chasseur, il peut inclure du gibier. Il peut être assaisonné avec du poivre, du carvi, des baies de genièvre, des feuilles de laurier, de la marjolaine, du piment, des prunes fumées ou séchées, du vin rouge et d’autres ingrédients.
Le bigos est généralement dégusté avec du pain de seigle et des pommes de terre.

## Conservation et consommation
Il peut être conservé au frais, ses qualités gustatives s’intensifiant lorsqu’il est réchauffé.
Il est habituellement consommé en hiver, ce qui permet de combattre la carence en vitamine C, très présente dans sa composition.